# NXT Spring Breakin'
NXT Spring Breakin' es un evento anual de lucha libre profesional producido por la promoción estadounidense WWE como parte de su marca NXT. El evento inaugural de Spring Breakin' se llevó a cabo como un episodio especial de NXT el 3 de mayo de 2022 y tuvo lugar en la base de operaciones de NXT del WWE Performance Center en Orlando, Florida. Se confirmó un segundo Spring Breakin' para el año siguiente, estableciéndose como un evento anual de primavera para NXT.

## Resultados

### 2022
NXT Spring Breakin' 2022 fue un especial de televisión que se transmitió el 3 de mayo de 2022 por el canal televisivo estadounidense USA Network, como especial del programa de televisión semanal NXT 2.0, desde el Capitol Wrestling Center en Orlando, Florida.
- Cameron Grimes derrotó a Solo Sikoa y Carmelo Hayes (con Trick Williams) y retuvo el Campeonato Norteamericano de NXT (14:06).[3][4]
  - Grimes cubrió a Sikoa después de un «Cave In» desde el esquinero.
- Nathan Frazer derrotó a Grayson Waller (12:45).
  - Frazer cubrió a Waller después de un «Phoenix Splash».
  - Durante la lucha, Andre Chase interfirió a favor de Frazer.
- Cora Jade & Nikkita Lyons derrotaron a Natalya & Lash Legend (13:28).
  - Jade cubrió a Legend después de un «Nº5 Diving Senton».
- The Creed Brothers (Brutus Creed & Julius Creed) derrotaron a The Viking Raiders (Ivar & Erik) (12:58).
  - Julius cubrió a Erik después de un «Clothesline».
  - Durante la lucha, Roderick Strong interfirió a favor de The Creed Brothers.
- Bron Breakker derrotó a Joe Gacy y retuvo el Campeonato de NXT (11:03).[5][6]
  - Breakker cubrió a Gacy después de un «Spear».

### 2023
NXT Spring Breakin' 2023 fue un especial de televisión que se transmitió el 25 de abril de 2023 por el canal televisivo estadounidense USA Network, como especial del programa de televisión semanal NXT, desde el Capitol Wrestling Center en Orlando, Florida.
- The D'Angelo Family (Tony D'Angelo & Channing "Stacks" Lorenzo) derrotaron a Pretty Deadly (Elton Prince & Kit Wilson) en un Trunk Match (12:31).
  - D'Angelo ganó la lucha después de meter a Pretty Deadly dentro de la cajuela de un coche.
  - Después de la lucha, The D'Angelo Family condujo el coche con Pretty Deadly dentro.
- Bron Breakker derrotó a Andre Chase (con Duke Hudson) (2:19).
  - Breakker forzó a Chase a rendirse con un «Steiner Recliner».
- Cora Jade derrotó a Lyra Valkyria (8:19).
  - Jade cubrió a Valkyria después de un «Fade To Black».
- Carmelo Hayes (con Trick Williams) derrotó a Grayson Waller y retuvo el Campeonato de NXT (12:03).[7]
  - Hayes cubrió a Waller después de un «Melo Don't Miss».
  - Después de la lucha, Hayes retó a Bron Breakker a una lucha en NXT Battleground. Breakker apareció y atacó a Hayes & Williams.
- Josh Briggs & Fallon Henley derrotaron a Brooks Jensen & Kiana James (11:43).
  - Briggs cubrió a Jensen después de un «Clothesline».
- Oba Femi derrotó a Oro Mensah (3:35).
  - Femi cubrió a Mensah después de un «Powerbomb».
- Indi Hartwell derrotó a Roxanne Perez y Tiffany Stratton y retuvo el Campeonato Femenino de NXT (15:12).[8]
  - Hartwell cubrió a Perez después de un «Impressive».

### 2024
NXT Spring Breakin' 2024 fue un especial de televisión que se transmitió el 23 y 30 de abril de 2024 por el canal televisivo estadounidense USA Network, como especial del programa de televisión semanal NXT, desde el Capitol Wrestling Center en Orlando, Florida.

#### Noche 1: 23 de abril
- Roxanne Perez derrotó a Lyra Valkyria y Tatum Paxley y retuvo el Campeonato Femenino de NXT (12:04).[10][11]
  - Perez cubrió a Paxley con un «JackKnife Pin».
- The D'Angelo Family (Tony D'Angelo, Channing "Stacks" Lorenzo & Luca Crusifino) (con Adriana Rizzo) derrotó a No Quarter Catch Crew (Charlie Dempsey, Damon Kemp & Myles Borne) (11:05).
  - D'Angelo cubrió a Dempsey después de un «Spinebuster».
- Jaida Parker (con Scrypts, Bronco Nima & Lucien Price) derrotó a Fallon Henley (6:30).[12]
  - Parker cubrió a Henley después de un «Running Hip Attack».
- Sol Ruca derrotó a Blair Davenport en un Beach Brawl (10:29).[13]
  - Ruca cubrió a Davenport después de un «Sol Snatcher».
- Lexis King derrotó a Baron Corbin (5:38).[14][15]
  - King cubrió a Corbin después de un «Coronation».
- Trick Williams derrotó a Ilja Dragunov y ganó el Campeonato de NXT (11:56).[16][17][18]
  - Williams cubrió a Dragunov después de un «Pump Knee Strike».
  - Después de la lucha, Dragunov le dio el título y un abrazo a Williams en señal de respeto.
  - Sí Williams perdía, tenía que abandonar NXT.

#### Noche 2: 30 de abril
- Oba Femi derrotó a Ivar y retuvo el Campeonato Norteamericano de NXT (11:11).
  - Femi cubrió a Ivar después de un «Pop Up Powerbomb».
  - Después de la lucha, Wes Lee hizo su regreso y confrontó a Femi.
- Thea Hail (con Chase U y Fallon Henley) derrotó a Jacy Jayne (con Jazmyn Nyx) (7:57).
  - Hail forzó a Jayne a rendirse con un «Kimura Lock».
  - Durante la lucha, Nyx interfirió a favor de Jayne, mientras que Henley lo hizo a favor de Hail.
  - Después de la lucha, Henley atacó a Hail.
- The O.C. (Luke Gallows & Karl Anderson) derrotó a Tyriek Igwe & Tyson Dupont (2:15).[19]
  - Anderson cubrió a Dupont después de un «Magic Killer».
- Ridge Holland derrotó a Shawn Spears (7:35).[20]
  - Holland cubrió a Spears después de un «Redeemer DDT».
- Axiom & Nathan Frazer derrotaron a The Authors of Pain (Akam & Rezar) (con Karrion Kross, Scarlett & Paul Ellering) y retuvieron el Campeonato en Parejas de NXT (9:35).[21][22]
  - Axion cubrió a Akam con un «Roll-Up».
  - Durante la lucha, Kross & Scarlett interfirieron a favor de AOP, mientras que New Catch Republic (Pete Dunne & Tyler Bate) lo hizo a favor de Axion & Frazer.
- Lola Vice (con Shayna Baszler) derrotó a Natalya (con Karmen Petrovic) en un NXT Underground Match (11:51).[23][24][25]
  - El árbitro detuvo el combate después que Vice dejara inconsciente a Natalya con múltiples puños.
  - Durante la lucha, Baszler interfirió a favor de Vice, mientras que Petrovic lo hizo a favor de Natalya.